# 北方町立生津小学校
北方町立生津小学校 （きたがたちょうりつ なまづしょうがっこう）は、かつて岐阜県本巣郡北方町（旧・生津村）に存在した公立小学校。

## 概要
- 旧・本巣郡生津村（現在の北方町高屋・柱本と瑞穂市馬場・生津）の小学校であった。1955年に生津村が北方町に編入されて北方町の小学校となり、1956年に北方小学校に統合され、廃校。
- 瑞穂市にある瑞穂市立生津小学校は、1979年に旧・生津村の一部（馬場・生津）を含んだ地区を校区として、本田小学校がら分立した小学校であり、校区が一部同じであるが、後継校では無い。

## 沿革
- 1873年（明治6年）7月7日 - 高屋村に時習義校として開校。誓増院[注釈 2]を仮校舎とする。
- 1880年（明治13年） - 高屋学校に改称する。生津村、馬場村、柱本村、高屋村の児童が通学する。高屋村字太子に校舎を新築し、移転。
- 1886年（明治19年） - 高屋簡易科小学校に改称する。
- 1891年（明治24年）
  - 10月28日 - 濃尾地震で校舎が全壊。
  - 12月 - 校舎を新築。
- 1897年（明治30年）4月1日 - 生津村、馬場村、柱本村、高屋村が合併し、生津村が発足。
- 1900年（明治33年） - 生津尋常小学校に改称する。
- 1903年（明治36年）2月 - 敷地内に生津農業補習学校が開校。
- 1915年（大正4年）10月 - 校舎を改築。生津農業補習学校を併設する。
- 1926年（大正15年） - 生津尋常高等小学校に改称する。
- 1941年（昭和16年）4月1日 - 生津国民学校に改称する。
- 1947年（昭和22年）4月1日 - 生津村立生津小学校に改称する。
- 1954年（昭和29年）11月3日 - 生津村の南部（馬場・生津）が、穂積町、牛牧村、本田村と合併し、穂積町になる。穂積町に移った馬場・生津地区は引き続き生津村立生津小学校に通学する。
- 1955年（昭和30年）
  - 4月1日 - 生津村が北方町に編入される。同時に北方町立生津小学校に改称する。生津地区は穂積町の穂積町立本田小学校校区に移り、生津小学校校区は北方町の高屋・柱本と穂積町の馬場となる。
  - 5月 - 翌年4月に穂積町の馬場地区が生津小学校校区から本田小学校校区に移り、生津小学校は児童数が約120名となり複式学級の小規模の小学校となることが決まる。これに対し、柱本地区の住民は北方小学校への統合を、高屋地区の住民は生津小学校の存続を希望し、住民の対立が発生。政治問題まで発展する。
  - 10月 - 話し合いの末、北方小学校への統合が決まる。
- 1956年（昭和31年）3月31日 - 廃校。

## その他
- 生津小学校の跡は、住宅地になっている。
- 生津小学校に設置されていた二宮金次郎像（1940年設置）は、生津小が廃校後は北方小学校に移されていたが、2021年（令和3年）1月に生津小跡に近い北方南小学校に移されている。
- 北方南小学校には、生津小学校から移された石柱がある。これには生津小の位置を記したと推測される「北緯35度27分、東経136度41分」の文字が記されている。